# Citice (stacja kolejowa)
Citice – stacja kolejowa w miejscowości Citice, w kraju karlowarskim, w Czechach. Znajduje się na wysokości 405 m n.p.m.
Jest zarządzana przez Správę železnic. Na stacji nie ma możliwości zakupu biletów, a obsługa podróżnych odbywa się w pociągu.

## Linie kolejowe
- 140 Chomutov - Karlovy Vary - Cheb